# Epimedium alpinum
Espèce
Epimedium alpinum est une espèce de plantes à fleurs du genre Epimedium et de la famille des Berberidaceae originaire d'Europe.

## Répartition
Epimedium alpinum est originaire des montagnes d'Italie, d'Autriche, de l'ex-Yougoslavie et d'Albanie, et introduite en Europe centrale.

## Description
Il s'agit d'une plante vivace naine convenant aux jardins de rocaille, John Lindley a dit avec humour qu'elle n'était « connue que dans les jardins des botanistes ».

## Utilisation
Utilisée comme plante ornementale, son hybride avec E. grandiflorum, Epimedium × rubrum, a obtenu le Award of Garden Merit de la Royal Horticultural Society.

## Liste des sous-espèces
Selon GBIF (9 août 2024) :
- Epimedium alpinum subsp. albanicum Kit Tan, Shuka & Hallaci
- Epimedium alpinum subsp. alpinum

## Systématique
Le nom correct complet (avec auteur) de ce taxon est Epimedium alpinum L..
Ce taxon porte en français les noms vernaculaires ou normalisés suivants : Chapeau-d'évêque,,, Epimedium des Alpes,,,, fleur des elfes alpinum, Épimède,, Épimède des Alpes,,,. 